# Tyne
Tyne är en flod i England. Den består av floderna North Tyne och South Tyne som rinner samman nära Hexham i Northumberland. South Tyne har sin källa i Alston Moor i Cumbria, medan North Tyne har sin källa vid den skotska gränsen. Efter att floderna flutit samman passerar Tyne bland annat Corbridge, Blaydon och Newcastle upon Tyne. Från 1200-talet och fram till 1900-talet var Tyne en viktig transportled för kol. Tynes avrinningsområde är 2 933 km².

## Korsande broar och tunnlar

### Tynefloden

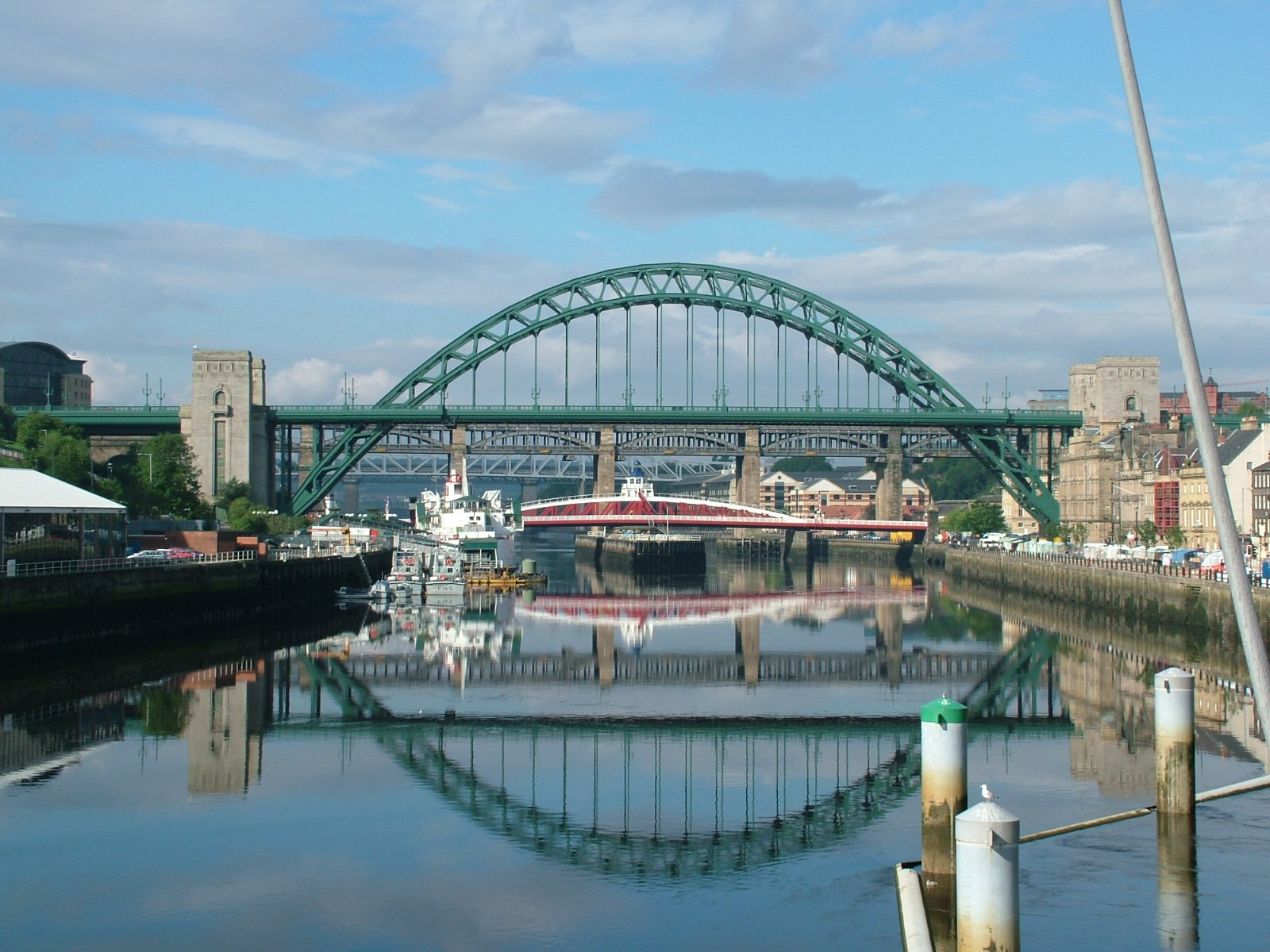
Tynebron över Tynefloden mellan Newcastle upon Tyne och Gateshead. Bilden tagen från Gateshead Millennium-bron, västerut och uppströms.

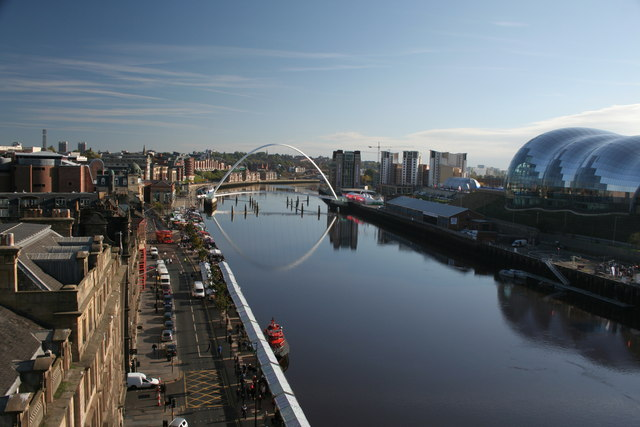
Tynefloden rinnanande genom Newcastle upon Tyne

| Namn                               | Trafik                                                        | Öppnad      |
| ---------------------------------- | ------------------------------------------------------------- | ----------- |
| Shields Ferry                      | Fotgängare och cyklister                                      | 1377        |
| Second Tyne vehicle tunnel         | A19 road                                                      | 25 feb 2011 |
| First Tyne vehicle tunnel          | A19 road                                                      | 19 okt 1967 |
| Tyne pedestrian and cyclist tunnel | Gångväg, cykelfält                                            | 24 jul 1951 |
| Millenniumbron                     | Gångväg                                                       | 2000        |
| Tyne Bridge                        | A167                                                          | 10 okt 1928 |
| Swing Bridge                       | Oklassificerad väg                                            | 15 jun 1876 |
| High Level Bridge                  | Durham Coast Line, East Coast Main Line, B1307 road           | 27 sep 1849 |
| Queen Elizabeth II Metro Bridge    | Newcastles tunnelbana                                         | 1981        |
| King Edward VII Bridge             | East Coast Main Line                                          | 10 jul 1906 |
| Redheugh Bridge                    | A189 road                                                     | 18 maj 1983 |
| Scotswood Bridge                   | A695 road                                                     | 1964        |
| Scotswood Railway Bridge           | Tyne Valley line, Rörledning                                  | 1871        |
| Blaydon Bridge                     | A1                                                            | 3 dec 1990  |
| Newburn Bridge                     | Oklassificerad väg                                            | 1893        |
| Wylam Bridge                       | Oklassificerad väg                                            | 1836        |
| Wylam Railway Bridge               | Scotswood, Newburn and Wylam Railway, National Cycle Route 72 | 6 okt 1876  |
| Ovingham footbridge                | Gångväg, National Cycle Route 72                              | 1974        |
| Ovingham road bridge               | Oklassificerad väg                                            | 20 dec 1883 |
| Bywell Bridge                      | B6309 road                                                    | 1838        |
| Styford Bridge                     | A68 road                                                      | 1979        |
| Corbridge Bridge                   | B6321 road                                                    | 1674        |
| Hexham Bridge                      | A6079 road, National Cycle Route 72                           | 1793        |
| Hexham Old Bridge                  | Väg                                                           | 1770        |
| Border Counties Bridge             | Border Counties Railway                                       | 1856        |
| Constantius Bridge                 | A69 road                                                      | 1976        |

### Norra Tynefloden
| Namn                  | Trafik                                       | Öppnad |
| --------------------- | -------------------------------------------- | ------ |
| Chesters Roman bridge | Romerska militärvägen söder om Hadrianus mur | 122    |
| Chollerford Bridge    | Militärvägen i Northumberland                | 1785   |
| Wark Bridge           | Oklassificerad väg                           | 1878   |
| Bellingham Bridge     | B6320 road                                   | 1834   |
| Tarset Bridge         | Oklassificerad väg                           | 1974   |
| Greystead Bridge      | Gångväg                                      | 1862   |
| Falstone Bridge       | Oklassificerad väg                           | 1843   |
| Kielder Viaduct       | Border Counties Railway, Lakeside Way        | 1862   |
| Butteryhaugh Bridge   | Oklassificerad väg                           | 1962   |
| Kerseycleugh Bridge   | Oklassificerad väg                           | 1853   |

### Södra Tynefloden
| Namn                           | Trafik                                                | Öppnad      |
| ------------------------------ | ----------------------------------------------------- | ----------- |
| Warden Railway Bridge          | Tyne Valley line                                      | 1904        |
| Warden Bridge                  | Oklassificerad väg                                    | Nov 1903    |
| New Haydon Bridge              | A686 road                                             | 1970        |
| Old Haydon Bridge              | Gångväg                                               | 1776        |
| Haydon Bridge Viaduct          | A69 road                                              | 25 mar 2009 |
| Lipwood Railway Bridge         | Tyne Valley line                                      | 1866        |
| Ridley Bridge                  | Oklassificerad väg                                    | 1792        |
| Ridley Railway Bridge          | Tyne Valley line                                      | 1907        |
| Millhouse Bridge               | Gångväg                                               | 1883        |
| Haltwhistle A69 Bridge (East)  | A69 road                                              | 1994        |
| Alston Arches Viaduct          | Alston Line, gångväg                                  | 17 nov 1852 |
| Blue Bridge                    | Pennine Cycleway, gångväg                             | 1875        |
| Bellister Bridge               | Gångväg                                               | 1967        |
| Haltwhistle A69 Bridge (West)  | A69 road                                              | 1997        |
| Featherstone Bridge            | Oklassificerad väg                                    | 1775        |
| Featherstone Castle Footbridge | Gångväg                                               | 1990        |
| Diamond Oak Bridge             | Oklassificerad väg                                    | 1975        |
| Lambley Footbridge             | Gångväg                                               | 1992        |
| Lambley Viaduct                | Alston Line, gångväg                                  | 1852        |
| Eals footbridge                | Gångväg                                               | 1961        |
| Eals Bridge                    | Oklassificerad väg                                    | 1733        |
| Parson Shields bridge          | Landsväg                                              | 1972        |
| Williamston Bridge             | Oklassificerad väg                                    |             |
| Kirkhaugh footbridge           | Gångväg                                               |             |
| Alston railway bridge          | Alston Line, South Tyne Trail, South Tynedale Railway | 1852        |
| Alston bridge                  | A686 road                                             | 1836        |
| Garrigill Bridge               | Oklassificerad väg                                    |             |